# La Pacaudière
La Pacaudière là một xã trong tỉnh Loire miền trung nước Pháp.